# Лісний (смт)
Лісни́й (рос. Лесной) — селище міського типу у складі Верхньокамського району Кіровської області, Росія. Адміністративний центр Лісного міського поселення.
Населення становить 4214 осіб (2017; 4310 у 2016, 4635 у 2015, 4940 у 2014, 5151 у 2013, 5292 у 2012, 5413 у 2010, 6360 у 2009, 7132 у 2002, 7495 у 1989, 8049 у 1979, 8130 у 1970, 6855 у 1959).